# Øyeren
Az Øyeren egy tó Norvégiában. A Glomma folyó vízgyűjtő területén, Lillestrømtől délkeletre található. Közigazgatásilag az akershus megyei Enebakk, Skedsmo, Fetés Rælingen, valamint az østfold megyei Spydeberg és Trøgstad községek területén terül el. 84,74 km²-es területével az ország 9. legnagyobb tavának számít.
A tó északi vége része egy természetvédelmi területnek, amely a Ramsari egyezmény lapján összeállított listán is szerepel.

## Fordítás
- Ez a szócikk részben vagy egészben az Øyeren című angol Wikipédia-szócikk ezen változatának fordításán alapul.  Az eredeti cikk szerkesztőit annak laptörténete sorolja fel. Ez a jelzés csupán a megfogalmazás eredetét és a szerzői jogokat jelzi, nem szolgál a cikkben szereplő információk forrásmegjelöléseként.